# Jalbugha al-Umari
Jalbugha al-Umari arab. يلبغا العمري (pełne imię: Sajf ad-Din Jalbugha Ibn Abd Allah al-Umari an-Nasiri al-Chassaki), zm. 12 grudnia 1366 – emir mameluków, sprawujący faktyczne rządy w sułtanacie mameluków od momentu obalenia sułtana An-Nasira Hasana (1347 - 1351, 1354 - 1361) aż do swojej śmierci.
Jalbugha został zakupiony od handlarza niewolników Umara Ibn Musafira (stąd jego nisba al-Umari) przez sułtana An-Nasira Hasana gdzieś przed śmiercią Umara w 1353, być może był to rok 1350. W ramach gwardii sułtana został przydzielony do elitarnego korpusu chassakijja (stąd nisba al-Chassaki). Jego imię po raz pierwszy pojawia się w źródłach w listopadzie 1357 kiedy to Hasan miał mu nadać wyższy stopień i dochody przysługujące dowódcy czterdziestu żołnierzy. Po tym jak w sierpniu 1358 Hasan ostatecznie uwolnił się od kurateli emira Sarghitmisza mógł już całkowicie swobodnie promować swoich mameluków i z tej okazji Jalbugha otrzymał najwyższą wojskową rangę emira stu mameluków i dowódcy tysiąca żołnierzy, z odpowiednio powiększonymi dochodami z nadania ikta. Został także mianowany emirem audiencji (amir madżlis), co wiązało się z nadzorem nad regularnymi publicznymi sesjami sprawowanymi przez sułtana i tym samym udziałem w codziennym procesie sprawowania władzy. Jalbugha został zatem nagle katapultowany na same szczyty władzy, a symbolem jego nowego statusu stało się przeniesienie do dawnej rezydencji Sarghitmisza.
Nie ulega wątpliwości że Jalbugha musiał być ulubieńcem sułtana, inaczej bowiem nie da się wytłumaczyć jego spektakularnego wyniesienia, dalszy bieg wypadków wskazuje jednak na to, że w pewnym momencie drogi władcy i jego protegowanego rozeszły się. Prawdopodobnie miało to związek z generalną polityką Hasana ograniczania wpływów mameluków, co chciał osiągnąć m.in. przez promowanie na najwyższe stanowiska tzw. synów ludu (aulad an-nasa), czyli wolnych potomków mameluków. Za jego panowania synowie ludu zostali namiestnikami Damaszku, Aleppo i Safadu, a także zarządcami innych twierdz w Syrii. W rezultacie, jak odnotowuje Ibn Taghribirdi, za rządów Hasana nie doszło do żadnych buntów w Syrii. Ponadto, poza ustaloną liczbą dwudziestu czterech emirów, sułtan ustanowił dziesięciu nowych, o wyższej randze, przy czym ośmiu z nich było synami ludu, a dwóch jego własnymi synami. Przyznał też władzę sądowniczą eunuchom oraz nadał pokaźne majątki ziemskie kobietom. Wszystkie te posunięcia spotykały się z narastającym sprzeciwem odsuwanych coraz bardziej na dalszy plan mameluków i ambitny Jalbugha stanął na czele antysułtańskiej opozycji. Podobnie jak w przypadku Sarghitmisza Hasan próbował uprzedzić bunt, lecz tym razem poniósł porażkę. W starciach jakie wybuchły po próbie aresztowania Jalbughi zwolennicy sułtana zostali pokonani, a on sam ostatecznie ujęty i zamordowany w dniu 17 marca 1361. "Zabójstwo to dokonane przez mameluka na osobie władcy, na którego dworze wychował się, było zbrodnią nie mającą sobie równej w dziejach sułtanatu mameluków".
Po śmierci Hasana władzę przejęła grupa mameluckich emirów, która ustanowiła marionetkowym sułtanem syna Al-Muzaffara Hadżdżiego (1346 - 1347), szesnastoletniego Al-Mansura Muhammada (1361 - 1363). Jalbugha wraz ze swoim towarzyszem z korpusu chassakijja, Tajbughą at-Tawilem, był najważniejszym członkiem nowej oligarchii, co objawiło się m.in. w fakcie, że objął on kluczowe stanowisko głównodowodzącego armii (atabak al-asakir). Pierwsza poważna próba dla nowego reżimu przyszła latem 1361 gdy bunt podniósł namiestnik Damaszku Bajdamur al-Charizmi. Jednak sama demonstracja potęgi egipskiej armii w Syrii wystarczyła do tego by rebelianci zaczęli masowo dezerterować i już w sierpniu sytuacja została opanowana. Jesienią 1361 Jalbugha poślubił wdowę po Hasanie, Tulubaj, co było wstępem do przejęcia jego gwardii. W sumie, opierając się m.in. na dawnych mamelukach Hasana oraz ciągle zakupując nowych Jalbugha zbudował jedną z największych gwardii kiedykolwiek będących w posiadaniu emira, która tuż przed jego upadkiem miała liczyć ok. 3 tys. mameluków. Było to możliwe m.in. dlatego, że z pomocą wezyra i nazir al-chass (odpowiedzialnego za finanse domu królewskiego) Fachr ad-Dina Madżida Jalbugha zatarł całkowicie rozróżnienie pomiędzy finansami sułtanatu i domu królewskiego a jego własnymi. W rezultacie według Ibn Dukmaka w każdym miesiącu Madżid przekazywał do dyspozycji Jalbughi 60 tys. złotych dinarów.
Pod koniec maja 1363 rządzący emirowie zdetronizowali Al-Mansura Muhammada pod pretekstem złego prowadzenia się i na jego miejsce wprowadzili na tron innego wnuka An-Nasira Muhammada (1293 - 1294, 1299 - 1309, 1310 - 1341), Al-Aszrafa Szabana (1363 - 1377). Szaban miał zaledwie dziesięć lat i jako taki wydawał się być łatwiejszy do sprawowania nad nim kontroli. Spokojne sprawowanie regencji zostało zakłócone w październiku 1365, gdy wyprawa krzyżowa pod wodzą króla Cypru Piotra I (1358 - 1369) zaatakowała Aleksandrię. Po zdobyciu miasta w wyniku ataku od strony morza krzyżowcy łupili je przez kilka dni, po czym wycofali się w obliczu nadchodzącej od strony Kairu armii Jalbughi i sułtana, uwożąc łup ze sobą. Nastąpiła teraz seria akcji odwetowych - Frankowie mieszkający w Egipcie i Syrii zostali aresztowani, a miejscowym chrześcijanom odebrano ich majętności i przeznaczono je na wykup muzułmańskich jeńców. Jalbugha przystąpił także do budowy floty, która w listopadzie 1366 roku miała liczyć 100 okrętów obsadzonych przez ok. 15 tys. marynarzy i być gotowa do użycia przeciwko Cyprowi.
Pod koniec lutego 1366 w pobliżu Kairu wybuchły gwałtowne walki pomiędzy zwolennikami Jalbughi i Tajbughi. Była to ostateczna rozgrywka o władzę w ramach nowego reżimu i to Jalbugha wyszedł z niej zwycięsko, zamykając Tajbughę i jego zwolenników w aleksandryjskich więzieniach. Odtąd jego pozycja faktycznie samodzielnego władcy sułtanatu mameluków wydawała się niezagrożona. W rzeczywistości jednak jeszcze w tym samym roku został on zaatakowany przez własnych mameluków, z których wielu było niezadowolonych z jego surowego traktowania młodych rekrutów, zaś inni nie odczuwali w stosunku do niego żadnej szczególnej lojalności, ponieważ chociaż formalnie należeli do gwardii Jalbughi, rozpoczynali swoją karierę jako mamelucy wcześniejszych kalawunidzkich sułtanów. Niezadowolenie jego mameluckich rekrutów wynikało także z faktu, że nie mieli on zbyt wielu okazji do awansu, ponieważ był on blokowany przez weteranów poprzednich gwardii przyjętych na służbę Jalbughi. 8 grudnia 1366 Jalbugha ledwo uniknął śmierci z rąk zamachowców gdy przebywał na polowaniu w rejonie Gizy. Szybko udał się do Kairu i próbował odizolować rebeliantów uniemożliwiając im przekroczenie Nilu i powrót do stolicy. Ci jednak wykorzystali przeciwko Jalbudze zbudowaną przez niego flotę i rzeka stała się areną bitwy morskiej pomiędzy jego zwolennikami i przeciwnikami. Do tych ostatnich przyłączył się Szaban, w odpowiedzi na co Jalbugha obwołał sułtanem jego brata, Anuka, później pogardliwie nazywanego "sułtanem wyspy", miał bowiem sprawować rządy jedynie przez jeden dzień na wyspie na Nilu. 12 grudnia rebeliantom ostatecznie udało się przekroczyć Nil i połączyć swoje siły z ich zwolennikami po drugiej stronie rzeki, co pozwoliło na pokonanie i ujęcie Jalbughi. Jeszcze tego samego dnia gdy przeprowadzano go z więzienia do cytadeli zaatakował go mameluk imieniem Karatamur i obciął mu głowę, po czym inni mamelucy zmasakrowali jego ciało. Dawadar Jalbughi, Tasztamur, pod osłoną nocy odnalazł jego głowę i resztki ciała, które połączył ze sobą i pochował w jego mauzoleum.